# Elia Castello

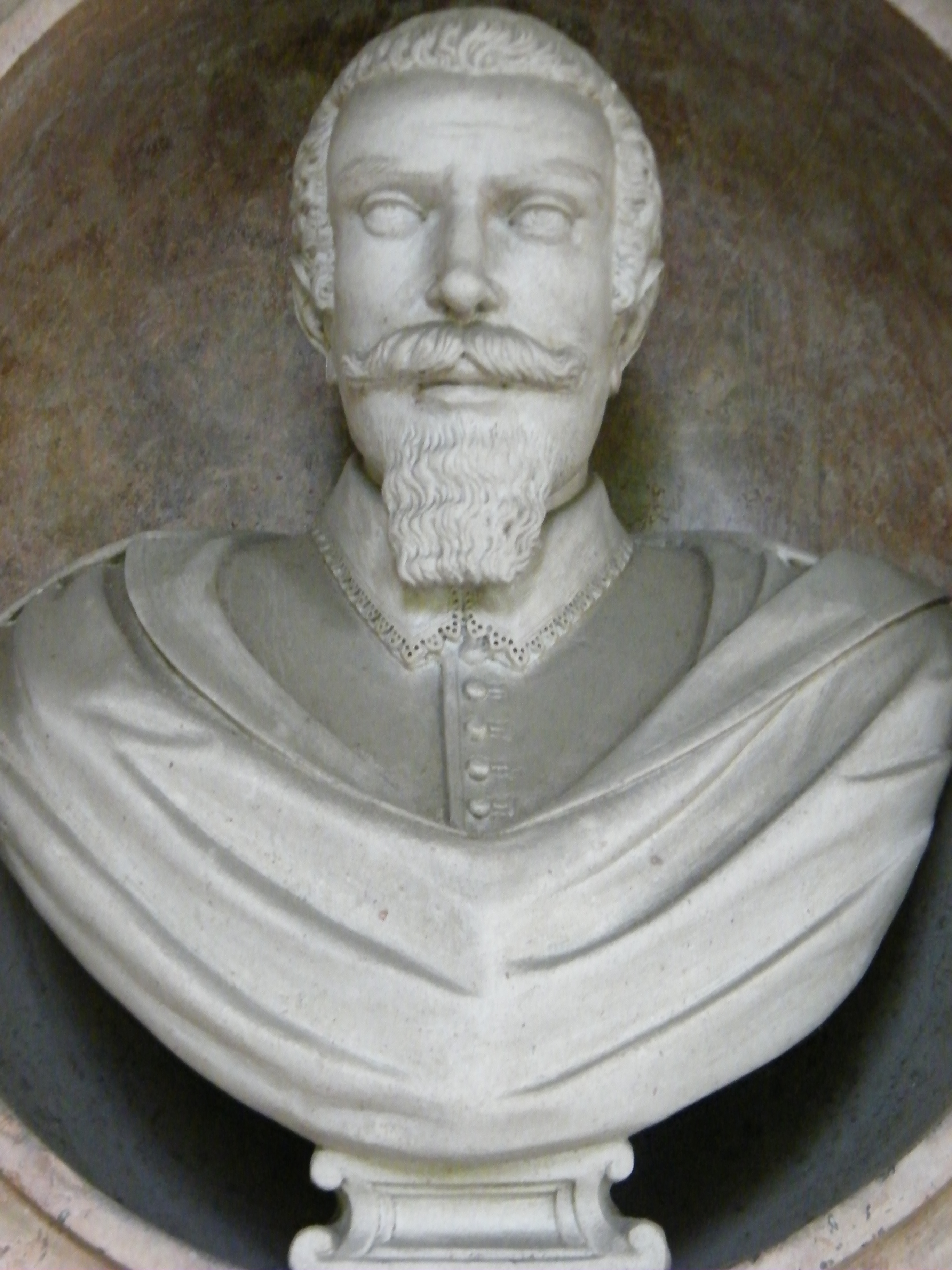
Elias Castello, Büste von 1608 am Grabmal,
Gruftarkade Nr. 10.

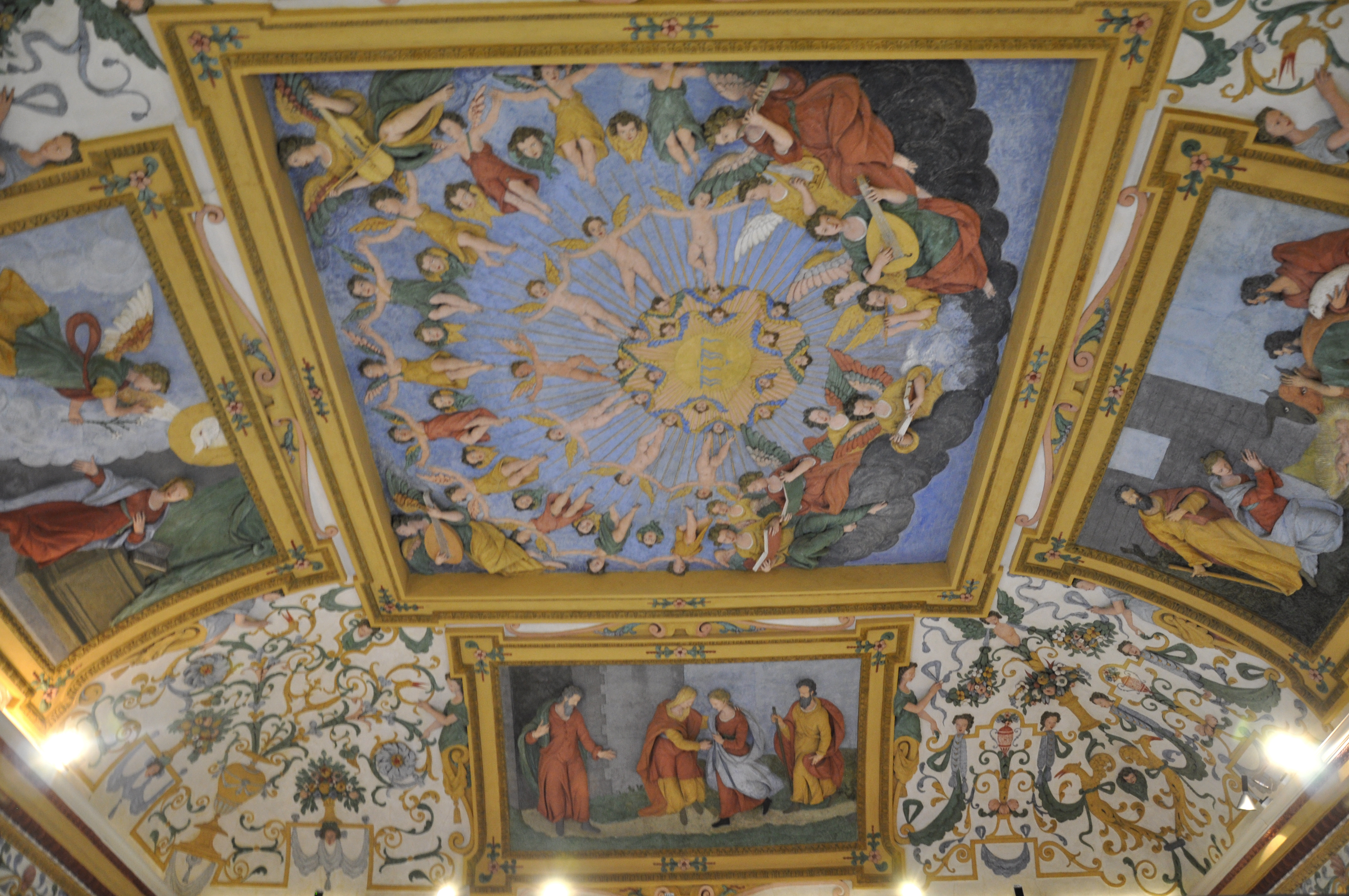
Detail der Elia Castelli zugeschriebenen Decke im Gloriensaal des Neugebäudes (um 1602)

Elia Castello (auch: Castelli) (* um 1572 in Melide am Luganersee; † 10. Januar 1602 in Salzburg) war ein Architekt, Bildhauer, Stuckateur und Mosaikkünstler.

## Leben und Werk
Elia Castello war der Sohn des Stuckateurs Quirico Castelli (etwa 1553–1632) und dessen Ehefrau Anna Ramelli aus Grancia, und Neffe des Bildhauers und Architekten Matteo Castelli.
Er wurde von Fürsterzbischof Wolf Dietrich von Raitenau nach Salzburg berufen und wurde dort 1597, als Nachfolger des verstorbenen Andrea Bertoletti, Hofbaumeister des Erzbischofs. Von ihm stammt der architektonische Entwurf der Gabrielskapelle am Sebastiansfriedhof ebenso wie die keramische und stuckierte Innenausstattung dieses Mausoleums im Friedhof. Vermutlich stammt die Idee der Ausstattung der Kapelle mit farbigen glasierten Fliesen vom Erzbischof selbst. Die Ausstattung war der Anstoß zu einer neuen Blüte der Hafnerkunst in der Stadt Salzburg.
Auch in der Neuen Residenz in Salzburg schuf Castello farbige Stuckdekorationen für die Prunkräume der Stadt Salzburg, so in Ständesaal (1602) und im Piano nobile (weitere Stuckarbeiten fielen dort den Bomben des Zweiten Weltkriegs zum Opfer).

## Grabmal
Begraben wurde Elia Castello in einer Gruft auf dem Sebastiansfriedhof in Salzburg.

Die lateinische Inschrift und deren Übersetzung lautet:

„D(eo). O(ptimo) M(aximo)

Eliae Castello viro italo ex Oppidum Milli excellenti sculptori et operis mosyiaci vitae morumque candore ornatissimo immature e(x) vivis sublato frates euis moesti Antonius et Petrus Castelli hoc caritatis monumnentum fecerunt erexeruntque.

Obiit anno MDCII X. Cal. Ianuar Aetatis suae XXX mo. Cuius Anima aeterna fruatur pace.“

„Gott, dem besten und größten

Elia Castello, ein Italiener aus dem Dorf Milli, ein hervorragender Bildhauer und Mosaik-Kunsthandwerker, im Leben und dem Charakter nach aufrichtig auf höchste geehrt, der früh vom Leben abberufen worden ist, haben seine trauernden Brüder Antonio und Petro hier dieses Monument der Wertschätzung gefertigt und aufgerichtet.

Gestorben im Jahr 1602, am 10. Tag im Januar, im Alter von 30 Jahren und 9 Monaten. Seine Seele möge sich erfreuen am Friede.“

Die Bodenschriftplatte trägt lateinische Verszeilen mit dem Chronogramm seines Sterbejahres 1602:
EXPIROI. STATIS. EST. STRV.

XISSE. PALATIA. TERRIS.

NON. TVA. MVNDE. BONA. EST.

VITA. SVPERNA. BONA. EST.

(ICH STARB NACHDEM ICH GENUG

PALÄSTE FÜR DIESE WELT GEBAUT HABE -

O WELT, NICHT DEIN LEBEN IST GUT,

SONDERN DAS EWIGE LEBEN IST GUT.)

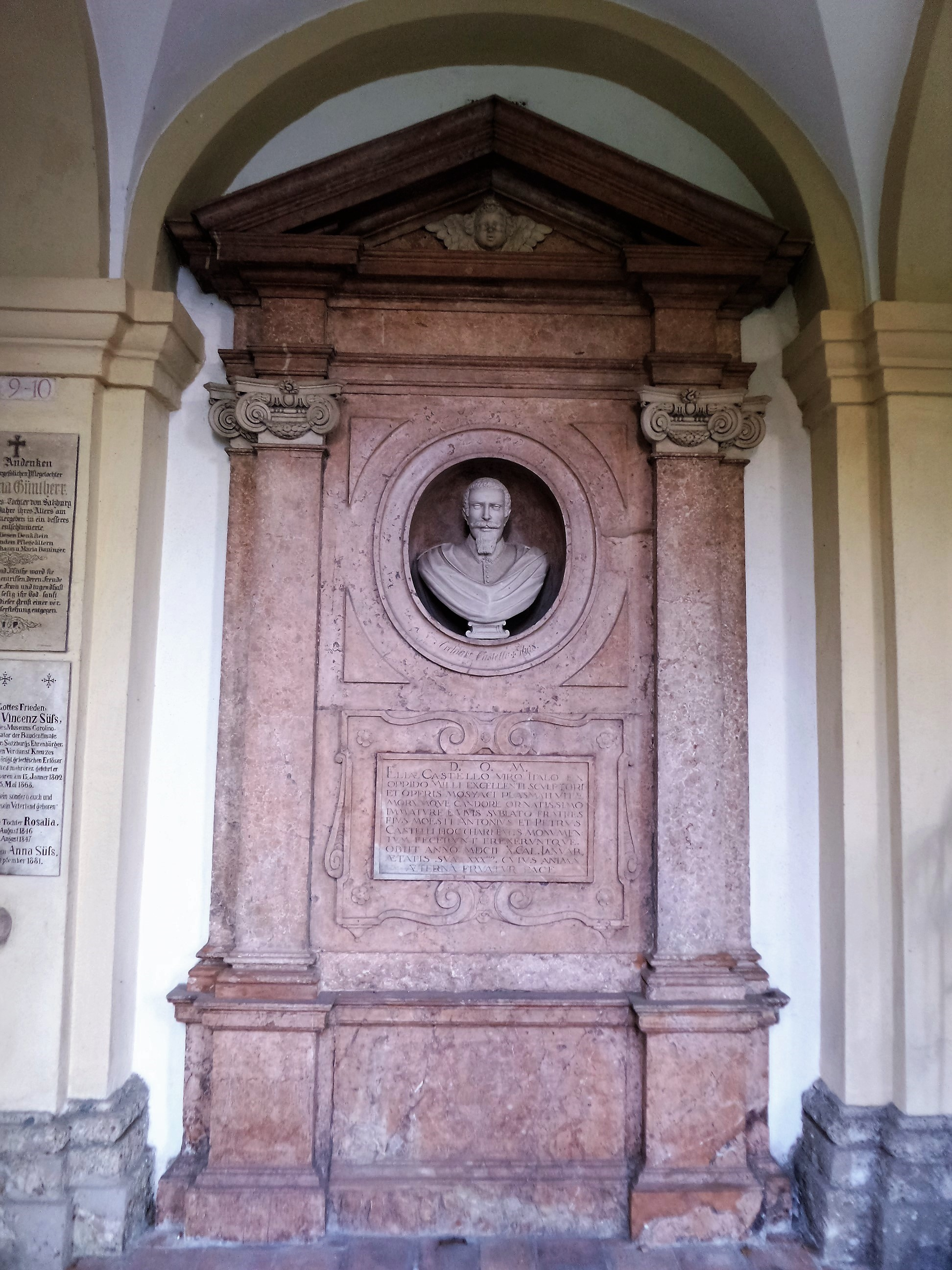
Grabmal des Elia Castello am Sebastiansfriedhof in Salzburg
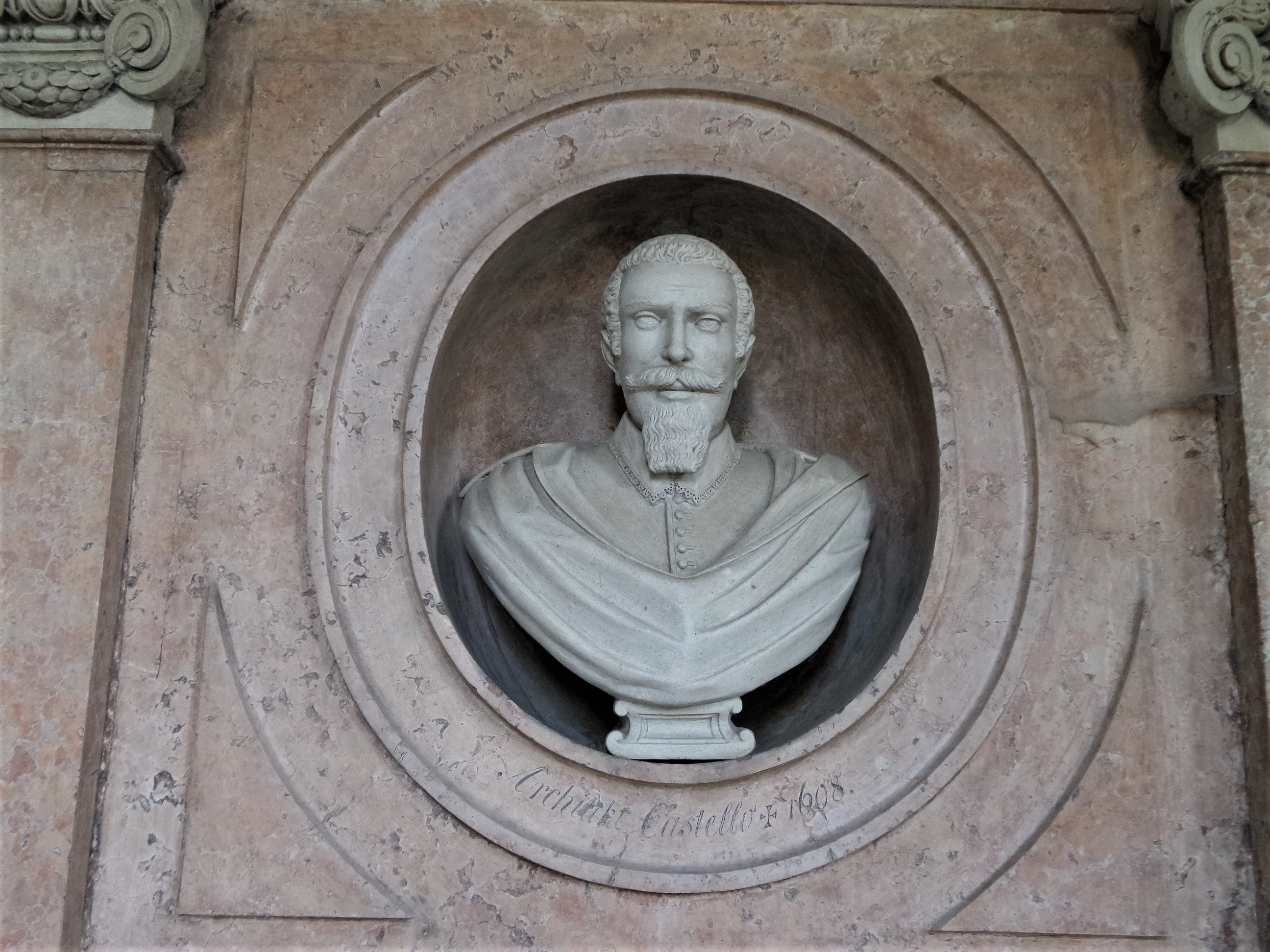
Büste des Elia Castello, f(ecit) 1608
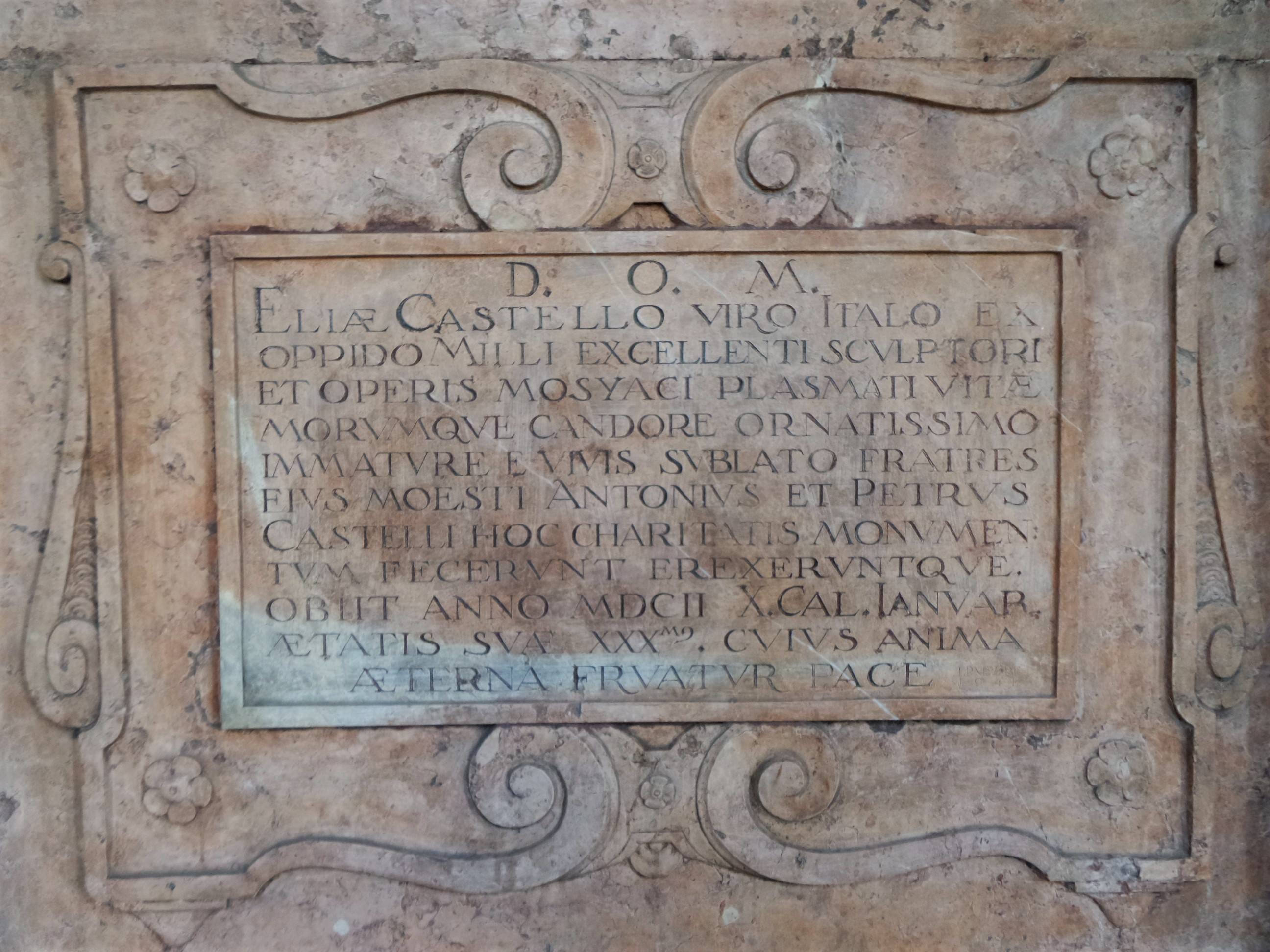
Grabmal des Elia Castello, Inschrift (Latein)